# 올리브 (음악 그룹)
올리브는 대한민국의 트로트 음악 그룹이다.

## 음반
- 2008년 뽀빠이야